# Leptogium enkarodes
Leptogium enkarodes är en lavart som beskrevs av Verdon. Leptogium enkarodes ingår i släktet Leptogium och familjen Collemataceae.   Inga underarter finns listade i Catalogue of Life.